# 桜井三郎右衛門 (10代)
10代 桜井 三郎右衛門（櫻井 三郎右衛門、さくらい さぶろうえもん、1849年7月31日〈嘉永2年6月12日〉 - 1908年〈明治41年〉1月27日）は明治時代の政治家、実業家、島根県の大地主。貴族院多額納税者議員。旧姓は神田。諱は直達。族籍は島根県平民。

## 経歴
出雲国神門郡下古志村（現・島根県出雲市下古志町）出身。神田猪蔵の三男。仁多郡上阿井村（現・奥出雲町上阿井）・桜井源兵衛の養子となる。
家業の製鉄は明治10年代に入ると、洋鉄の流入その他により経営が次第に苦しくなり、秦、絲原、田部の各鉄師と連盟して島根県に対して鉄山炉の経営資金拝借方を願い出たが、聞き入れられなかった。これにくじけず、施設の近代化に努力し地方製鉄業の模範となる改革を行う。
1900年（明治33年）、桜井製糸会社を創設する。また仁多牛の改良、造林、開墾等を行う。
1885年（明治18年）以降、仁多郡上阿井村外二村連合会議員、同郡勧業会員、島根県農事試験委員、阿井村会議員、仁多郡参事会員、島根県農工銀行、八雲銀行各取締役、島根県実業会幹事長などを歴任した。
1900年（明治33年）、島根県多額納税者として補欠選挙で貴族院議員に互選され、同年11月1日から1904年（明治37年）9月28日まで務めた。

## 人物
住所は島根県仁多郡阿井村大字上阿井（現・奥出雲町）。

## 家族・親族
桜井家
- 長男・11代三郎右衛門（島根県多額納税者、農業、大地主、八雲銀行取締役）[6]